# Hamilton County, Texas
Hamilton County är ett administrativt område i delstaten Texas, USA, med 8 517 invånare (2010). Den administrativa huvudorten (county seat) är Hamilton.

## Geografi
Enligt United States Census Bureau så har countyt en total area på 2 165 km². 2 163 km² av den arean är land och 3 km² är vatten.

### Angränsande countyn
- Erath County - norr
- Bosque County - nordost
- Coryell County - sydost
- Lampasas County - söder
- Mills County - sydväst
- Comanche County - nordväst